# Переведеновский переулок
Переведе́новский переу́лок — улица на востоке Москвы в Басманном районе между Спартаковской площадью и Бакунинской улицей.

## Происхождение названия
До 1986 года — 1-й Переведеновский, ещё ранее — Большой Переведенский переулок. Близ Переведеновской улицы, получившей название по местности (на Новой Переведеновской улице), которая в XVIII веке была заселена переведенцами — возвратившимися в Москву беженцами от чумы 1771—1772 годов и лишившимися жилища, существовало три переулка, откуда и отличительные компоненты прежнего названия переулка. 2-й Переведеновский переулок был переименован в Центросоюзный переулок.

## Описание
Переведеновский переулок начинается от Спартаковской площади на внешней стороне Третьего транспортного кольца, проходит на северо-восток параллельно Бакунинской улице, слева к нему примыкает Налесный переулок, пересекает Балакиревский переулок, слева выходит Переведеновский тупик, затем переулок поворачивает направо и выходит на Бакунинскую улицу напротив Рабфаковского переулка.

## Здания и сооружения
По нечётной стороне:
- № 1/9 — Московский драматический театр «Модернъ»;
- № 11 — Школа № 1429 им. Героя Советского Союза Н.А. Боброва. Ранее на этом месте находилось здание школы № 348;
- № 13 — Строения бывшего  Московского Пищевого комбината им. Микояна построенного в 1932 году.  Комбинат выпускал пищевые концентраты для супов, киселей и каш, смесей для выпечки, толокно, какао, сухие пайки для армии. Здесь в 1963 впервые в СССР было организовано производство растворимого кофе. В 1996 году предприятие было поглощено компанией "Русский продукт" группы Менатеп, производство остановлено. Территория преобразована в Бизнес-центр «Переведеновский»;
  - № 13 строение 1 —  Административное здание бывшего Московского пищевого комбината 1982 года постройки. В настоящее время дополнительный офис «Переведеновский» банка «Россия». Ранее на этом месте находился храм и богадельня Первой Московской общины старообрядцев-беспоповцев поморского брачного согласия построенный в 1908 году архитектором И. Е. Бондаренко. Храм был снесен для постройки административного здания;
- № 55 — Приют (1902, архитектор В. Ф. Жигардлович)

По чётной стороне:
- № 2 — Московский автомобильно-дорожный колледж им. А. А. Николаева;
- № 4, строения 1-3 — Доходное владение А. А. Никитина (начало XX в.)[1]
  - № 4, строение 3 — НПО практической экологии и токсикологии «Экотокс»;
- № 18 — Фабрика технических бумаг «Октябрь».